# Altofts
Altofts är en ort i civil parish Normanton and Altofts, i distriktet Wakefield, i grevskapet West Yorkshire, i England. Altofts var en civil parish från 1866 till 1938 då den blev en del av Normanton. Denna civil parish hade 4 981 invånare år 1931. Altofts var ett distrikt från 1894 till 1938 då den blev en del av Normanton.